# Kanada na Zimowych Igrzyskach Olimpijskich 1984
Kanadę na Zimowych Igrzyskach Olimpijskich 1984 reprezentowało 67 zawodników: 47 mężczyzn i 20 kobiet. Był to czternasty start reprezentacji Kanady na zimowych igrzyskach olimpijskich.

## Zdobyte medale
| Medal  | Zawodnik       | Dyscyplina           | Konkurencja             | Rezultat    |
| ------ | -------------- | -------------------- | ----------------------- | ----------- |
| Złoto  | Gaétan Boucher | Łyżwiarstwo szybkie  | Bieg na 1000 m mężczyzn | 1:15,80 min |
| Złoto  | Gaétan Boucher | Łyżwiarstwo szybkie  | Bieg na 1500 m mężczyzn | 1:58,36 min |
| Srebro | Brian Orser    | Łyżwiarstwo figurowe | Soliści                 | 5,6 pkt     |
| Brąz   | Gaétan Boucher | Łyżwiarstwo szybkie  | Bieg na 500 m mężczyzn  | 38,39 s     |

## Skład kadry

### Biegi narciarskie
Mężczyźni
| Zawodnik      | Konkurencja   | czas      | Pozycja |
| ------------- | ------------- | --------- | ------- |
| Pierre Harvey | Bieg na 15 km | 43:36,4   | 21.     |
| Pierre Harvey | Bieg na 30 km | 1:33:44,4 | 21.     |
| Pierre Harvey | Bieg na 50 km | 2:25:04,1 | 20.     |

Kobiety
| Zawodnik              | Konkurencja   | czas                | Pozycja             |
| --------------------- | ------------- | ------------------- | ------------------- |
| Shirley Firth         | Bieg na 5 km  | 16:23,40            | 28.                 |
| Sharon Firth          | Bieg na 5 km  | 18:37,5             | 29.                 |
| Angela Schmidt-Foster | Bieg na 5 km  | 19:30,1             | 39.                 |
| Shirley Firth         | Bieg na 10 km | 34:31,3             | 22.                 |
| Sharon Firth          | Bieg na 10 km | 34:47,0             | 29.                 |
| Angela Schmidt-Foster | Bieg na 10 km | 35:35,0             | 36.                 |
| Sharon Firth          | Bieg na 20 km | 1:06:31,0           | 21.                 |
| Shirley Firth         | Bieg na 20 km | 1:07:02,5           | 25.                 |
| Angela Schmidt-Foster | Bieg na 20 km | Nie ukończyła biegu | Nie ukończyła biegu |

### Bobsleje
Mężczyźni
| Osada | Zawodnik                                               | Konkurencja | Ślizg 1 | Ślizg 2 | Ślizg 3 | Ślizg 4 | Łącznie | Pozycja |
| ----- | ------------------------------------------------------ | ----------- | ------- | ------- | ------- | ------- | ------- | ------- |
| CAN-I | Alan MacLachlan Robert Wilson                          | Dwójki      | 52,77   | 53,04   | 52,14   | 52,79   | 3:30,74 | 14.     |
| CAN-I | Alan MacLachlan Clarke Flynn Robert Wilson David Leuty | Czwórki     | 51,48   | 51,66   | 51,55   | 51,78   | 3:26,47 | 18.     |

### Hokej na lodzie
Reprezentacja mężczyzn
| - Mario Gosselin - Darren Eliot - James Patrick - Robin Bartel - Dave Donnelly - Dave Tippett - Kirk Muller - Doug Lidster - Bruce Driver - Pat Flatley |  | - Carey Wilson - Darren Lowe - Craig Redmond - Jean Daigneault - Dan Wood - Russ Courtnall - Dave Gagner - Vaughn Karpan - Kevin Dineen - Warren Anderson |

Reprezentacja Kanady brała udział w rozgrywkach grupy B turnieju olimpijskiego, w której zajęła 2. miejsce i awansowała do grupy finałowej. W grupie finałowej zajęła 4. miejsce.

### Grupa B
| Drużyna           | M | Mecze | Mecze | Mecze | Bramki | Bramki | Bramki | Pkt |
| Drużyna           | M | W     | R     | P     | +      | -      | +/-    | Pkt |
| ----------------- | - | ----- | ----- | ----- | ------ | ------ | ------ | --- |
| Czechosłowacja    | 5 | 5     | 0     | 0     | 38     | 7      | +31    | 10  |
| Kanada            | 5 | 4     | 0     | 1     | 24     | 10     | +14    | 8   |
| Finlandia         | 5 | 2     | 1     | 2     | 27     | 19     | +8     | 5   |
| Stany Zjednoczone | 5 | 1     | 2     | 2     | 16     | 17     | -1     | 4   |
| Austria           | 5 | 1     | 0     | 4     | 13     | 37     | -24    | 2   |
| Norwegia          | 5 | 0     | 1     | 4     | 15     | 43     | -28    | 0   |

Wyniki
| 7 lutego 1984 | Stany Zjednoczone | 2:4 | Kanada |  |

|  |  |  |  |  |

| 9 lutego 1984 | Kanada | 8:1 | Austria |  |

|  |  |  |  |  |

| 11 lutego 1984 | Kanada | 4:2 | Finlandia |  |

|  |  |  |  |  |

| 13 lutego 1984 | Kanada | 8:1 | Norwegia |  |

|  |  |  |  |  |

| 15 lutego 1984 | Czechosłowacja | 4:0 | Kanada |  |

|  |  |  |  |  |

#### Grupa finałowa
| Drużyna        | M | Mecze | Mecze | Mecze | Bramki | Bramki | Bramki | Pkt | Uwagi |
| Drużyna        | M | W     | R     | P     | +      | -      | +/-    | Pkt | Uwagi |
| -------------- | - | ----- | ----- | ----- | ------ | ------ | ------ | --- | ----- |
| ZSRR           | 3 | 3     | 0     | 0     | 16     | 1      | +15    | 6   |       |
| Czechosłowacja | 3 | 2     | 0     | 1     | 6      | 2      | +4     | 4   |       |
| Szwecja        | 3 | 1     | 0     | 2     | 3      | 12     | -8     | 2   |       |
| Kanada         | 3 | 0     | 0     | 3     | 0      | 10     | -10    | 0   |       |

Wyniki
| 17 lutego 1984 | ZSRR | 4:0 | Kanada |  |

|  |  |  |  |  |

| 19 lutego 1984 | Szwecja | 2:0 | Kanada |  |

|  |  |  |  |  |

### Łyżwiarstwo figurowe
| Zawodnik                         | Konkurencja     | Nota | Pozycja |
| -------------------------------- | --------------- | ---- | ------- |
| Kay Thomson                      | Solistki        | 20,8 | 12.     |
| Elizabeth Manley                 | Solistki        | 25,4 | 13.     |
| Brian Orser                      | Soliści         | 5,6  | srebro  |
| Gary Beacom                      | Soliści         | 21,4 | 11.     |
| Jaimee Eggleton                  | Soliści         | 38,6 | 20.     |
| Barbara Underhill Paul Martini   | Pary sportowe   | 9,4  | 7.      |
| Katherina Matousek Lloyd Eisler  | Pary sportowe   | 11,6 | 8.      |
| Melinda Kunhegyi Lyndon Johnston | Pary sportowe   | 17,2 | 12.     |
| Tracy Wilson Rob McCall          | Tańce na lodzie | 15,4 | 8.      |
| Kelly Johnson John Thomas        | Tańce na lodzie | 23,8 | 12.     |

### Łyżwiarstwo szybkie
Mężczyźni
| Zawodnik         | Konkurencja   | Konkurencja   | Konkurencja    | Konkurencja    | Konkurencja    | Konkurencja    | Konkurencja    | Konkurencja    | Konkurencja      | Konkurencja      |
| Zawodnik         | Bieg na 500 m | Bieg na 500 m | Bieg na 1000 m | Bieg na 1000 m | Bieg na 1500 m | Bieg na 1500 m | Bieg na 5000 m | Bieg na 5000 m | Bieg na 10 000 m | Bieg na 10 000 m |
| Zawodnik         | Czas          | Miejsce       | Czas           | Miejsce        | Czas           | Miejsce        | Czas           | Miejsce        | Czas             | Miejsce          |
| ---------------- | ------------- | ------------- | -------------- | -------------- | -------------- | -------------- | -------------- | -------------- | ---------------- | ---------------- |
| Gaétan Boucher   | 38,39         | brąz          | 1:15,80        | złoto          | 1:58,36        | złoto          |                |                |                  |                  |
| Jacques Thibault | 39,12         | 15.           | 1:18,79        | 19.            |                |                |                |                |                  |                  |
| Daniel Turcotte  | 40,30         | 29.           |                |                |                |                |                |                |                  |                  |
| Benoit Lamarche  |               |               |                |                |                |                | 7:47,25        | 36.            |                  |                  |
| Jean Pichette    |               |               |                |                |                |                | 7:50,39        | 38.            |                  |                  |

Kobiety
| Zawodnik        | Konkurencja   | Konkurencja   | Konkurencja    | Konkurencja    | Konkurencja    | Konkurencja    | Konkurencja    | Konkurencja    |
| Zawodnik        | Bieg na 500 m | Bieg na 500 m | Bieg na 1000 m | Bieg na 1000 m | Bieg na 1500 m | Bieg na 1500 m | Bieg na 3000 m | Bieg na 3000 m |
| Zawodnik        | Czas          | Miejsce       | Czas           | Miejsce        | Czas           | Miejsce        | Czas           | Miejsce        |
| --------------- | ------------- | ------------- | -------------- | -------------- | -------------- | -------------- | -------------- | -------------- |
| Sylvie Daigle   | 43,74         | 20.           | 1:28,96        | 25.            | 2:15,50        | 22.            |                |                |
| Natalie Grenier |               |               | 1:27,67        | 18.            | 2:14,72        | 21.            | 4:48,60        | 15.            |

### Narciarstwo alpejskie
Mężczyźni
| Zawodnik        | Konkurencja | Konkurencja | Konkurencja       | Konkurencja       | Konkurencja   | Konkurencja   | Konkurencja                 | Konkurencja                 | Konkurencja                 | Konkurencja                 |
| Zawodnik        | Zjazd       | Zjazd       | Slalom gigant     | Slalom gigant     | Slalom gigant | Slalom gigant | Slalom specjalny            | Slalom specjalny            | Slalom specjalny            | Slalom specjalny            |
| Zawodnik        | Czas        | Pozycja     | Czas 1. przejazdu | Czas 2. przejazdu | Czas łączny   | Pozycje       | Czas 1. przejazdu           | Czas 2. przejazdu           | Czas łączny                 | Pozycja                     |
| --------------- | ----------- | ----------- | ----------------- | ----------------- | ------------- | ------------- | --------------------------- | --------------------------- | --------------------------- | --------------------------- |
| Steve Podborski | 1:46,59     | 8.          |                   |                   |               |               |                             |                             |                             |                             |
| Todd Brooker    | 1:46,64     | 9.          |                   |                   |               |               |                             |                             |                             |                             |
| Gary Athans     | 1:48,79     | 26.         |                   |                   |               |               |                             |                             |                             |                             |
| Jim Read        |             |             | 1:24,31           | 1:24,87           | 2:49,18       | 24.           |                             |                             |                             |                             |
| Michael Tommy   |             |             |                   |                   |               |               | Nie ukończył 1-go przejazdu | Nie ukończył 1-go przejazdu | Nie ukończył 1-go przejazdu | Nie ukończył 1-go przejazdu |

Kobiety
| Zawodniczka        | Konkurencja | Konkurencja | Konkurencja       | Konkurencja                  | Konkurencja                  | Konkurencja                  | Konkurencja                  | Konkurencja                  | Konkurencja                  | Konkurencja                  |
| Zawodniczka        | Zjazd       | Zjazd       | Slalom gigant     | Slalom gigant                | Slalom gigant                | Slalom gigant                | Slalom specjalny             | Slalom specjalny             | Slalom specjalny             | Slalom specjalny             |
| Zawodniczka        | Czas        | Pozycja     | Czas 1. przejazdu | Czas 2. przejazdu            | Czas łączny                  | Pozycja                      | Czas 1. przejazdu            | Czas 2. przejazdu            | Czas łączny                  | Pozycja                      |
| ------------------ | ----------- | ----------- | ----------------- | ---------------------------- | ---------------------------- | ---------------------------- | ---------------------------- | ---------------------------- | ---------------------------- | ---------------------------- |
| Geraldine Sorensen | 1:14,30     | 6.          |                   |                              |                              |                              |                              |                              |                              |                              |
| Laurie Graham      | 1:14,92     | 11.         | 1:12,89           | 1:15,53                      | 2:28,42                      | 33.                          |                              |                              |                              |                              |
| Liisa Savijarvi    | 1:15,32     | 18.         | 1:10,31           | 1:12,42                      | 2:22,73                      | 9.                           |                              |                              |                              |                              |
| Karen Stemmle      | 1:15,64     | 22.         |                   |                              |                              |                              |                              |                              |                              |                              |
| Diana Haight       |             |             | 1:11,27           | 1:13,39                      | 2:24,66                      | 17.                          |                              |                              |                              |                              |
| Andrea Bédard      |             |             | 1:12,03           | Nie ukończyła 2-go przejazdu | Nie ukończyła 2-go przejazdu | Nie ukończyła 2-go przejazdu | Nie ukończyła 1-go przejazdu | Nie ukończyła 1-go przejazdu | Nie ukończyła 1-go przejazdu | Nie ukończyła 1-go przejazdu |

### Saneczkarstwo
Kobiety
| Zawodnik     | Konkurencja | Ślizg 1 | Ślizg 2 | Ślizg 3 | Ślizg 4 | Łącznie  | Pozycja |
| ------------ | ----------- | ------- | ------- | ------- | ------- | -------- | ------- |
| Susan Rossi  | Jedynki     | 45,040  | 43,893  | 45,964  | 43,766  | 2:58,663 | 22.     |
| Carole Keyes | Jedynki     | 45,461  | 49,089  | 44,715  | 44,158  | 3:03,423 | 24.     |

### Skoki narciarskie
Mężczyźni
| Konkurencja            | Skoczek       | Skok 1    | Skok 1 | Skok 2    | Skok 2 | Nota  | Pozycja |
| Konkurencja            | Skoczek       | odległość | Nota   | odległość | Nota   | Nota  | Pozycja |
| ---------------------- | ------------- | --------- | ------ | --------- | ------ | ----- | ------- |
| Skocznia normalna K-90 | Steve Collins | 80,0      | 92,0   | 80,5      | 92,8   | 184,8 | 25.     |
| Skocznia normalna K-90 | Ron Richards  | 78,5      | 85,6   | 83,0      | 95,3   | 180,9 | 29.     |
| Skocznia normalna K-90 | Horst Bulau   | 76,0      | 82,6   | 78,0      | 86,8   | 169,4 | 38.     |
| Skocznia normalna K-90 | David Brown   | 71,0      | 70,6   | 77,0      | 83,2   | 153,8 | 51.     |
| Skocznia duża K-112    | Horst Bulau   | 101,0     | 94,6   | 100,0     | 93,7   | 188,3 | 10.     |
| Skocznia duża K-112    | Ron Richards  | 94,0      | 79,3   | 101,0     | 93,6   | 172,9 | 25.     |
| Skocznia duża K-112    | Steve Collins | 99,0      | 89,8   | 86,0      | 66,6   | 156,4 | 36.     |
| Skocznia duża K-112    | David Brown   | 81,0      | 57,1   | 84,5      | 64,5   | 121,6 | 47.     |